# Uvidicolus sphyrurus
Genre
Espèce
Synonymes
- Gymnodactylus sphyrurus Ogilby, 1892
- Underwoodisaurus sphyrurus (Ogilby, 1892)
- Heteronota walshi Kinghorn, 1931

Statut de conservation UICN

 NT  : Quasi menacé
Uvidicolus sphyrurus, unique représentant du genre Uvidicolus, est une espèce de gecko de la famille des Carphodactylidae.

## Répartition
Cette espèce est endémique d'Australie. Elle se rencontre au Queensland et en Nouvelle-Galles du Sud.

## Taxinomie
Cette espèce a longtemps été classée dans le genre Underwoodisaurus sous le nom de Underwoodisaurus sphyrurus.

## Étymologie
Le nom de ce genre, Uvidicolus, dérive du latin uvidus qui signifie « humide » et du latin -colus qui signifie « qui habite », en référence à la distribution de cette espèce, qui vit uniquement dans les zones mésiques et fraiches de la cordillère australienne.

## Publications originales
- Ogilby, 1892 : Descriptions of three new Australian lizards. Records of the Australian Museum, vol. 2, p. 6-11 (texte intégral).
- Oliver & Bauer, 2011 : Systematics and evolution of the Australian knob-tail geckos (Nephrurus, Carphodactylidae, Gekkota): Pleisomorphic grades and biome shifts through the Miocene. Molecular Phylogenetics and Evolution, vol. 59, n. 3, p. 664-674.